# St. Antönien-Keramik

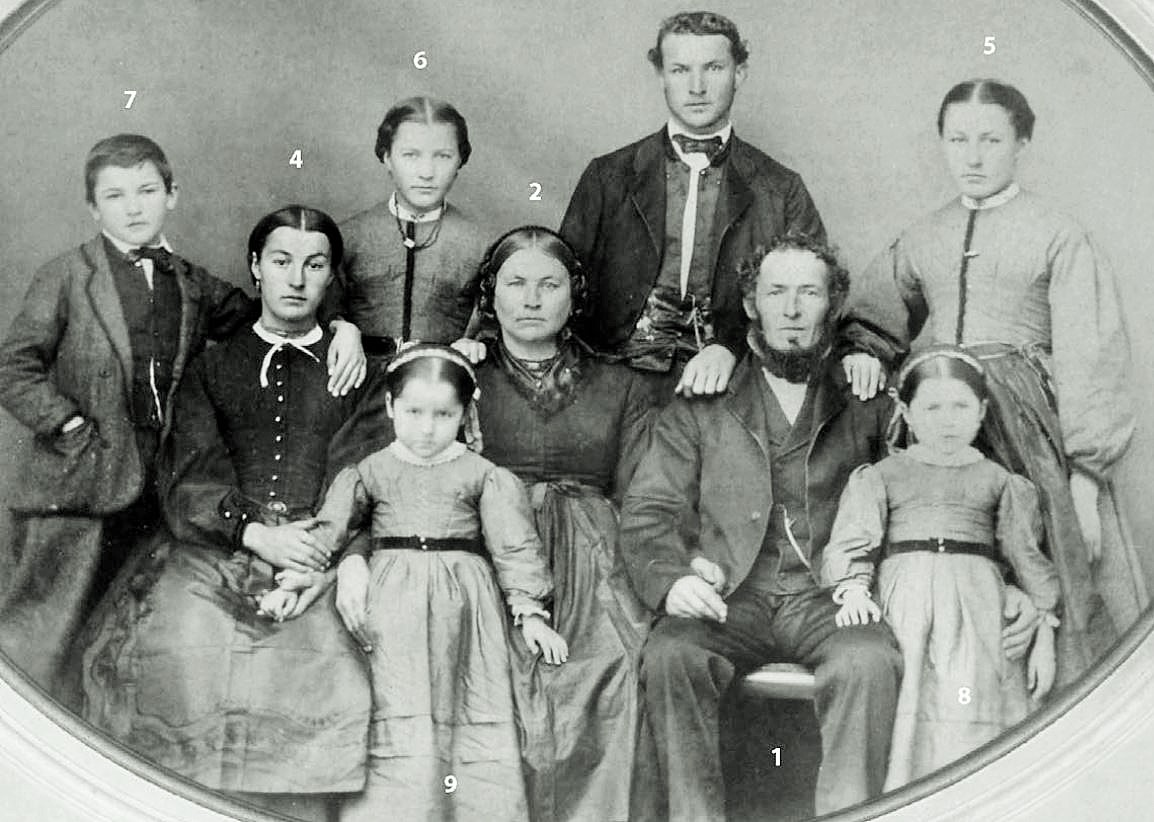
Familie Christian Lötscher (1821–1880) und Magdalena Buol, um 1865/70. Hinter Christian steht der vierte Hafner Peter d. J., am linken Bildrand der fünfte Hafner Andreas Lötscher d. J.

Die St. Antönien-Keramik (nach den Hafnern auch Lötscher-Keramik genannt) wurde in St. Antönien Ascharina in der Schweiz hergestellt. Neben Chur, Parpan, Davos und Tavetsch (Weiler Bugnei) war St. Antönien im 19. Jahrhundert einer der bedeutenderen Standorte der Keramikproduktion im Kanton Graubünden.

## Die Hafner von St. Antönien
Graubünden ist klassischerweise kein Land der Hafner oder Töpfer. Die Masse des Gebrauchsgeschirrs wurde aus anderen Regionen der Schweiz, Deutschlands oder Italiens importiert. Und doch gab es in der Walsersiedlung St. Antönien im Prättigau im 19. Jahrhundert eine wichtige Produktion von Geschirrkeramik und Kachelöfen. Für Graubünden war die während fünf Generationen betriebene Werkstatt Lötscher in der Neuzeit sicher der bedeutendste Hafnereibetrieb was Qualität, Funktionalität und Schönheit der Produkte anbelangt.

## Peter Lötscher (1750–1818)
Peter Lötscher (1750–1818) war der Sohn eines Landwirts und Zimmermanns aus St. Antönien, Weiler Ronegg. Er diente, vermutlich wegen schwieriger wirtschaftlicher Verhältnisse im Elternhaus, von 1770 bis 1783 mit einem Unterbruch in niederländischen Diensten, u. a. in Ter Veere. Nach seinem Abschied heiratete er am 1. Juni 1784 in St. Antönien Dorothea Luck. Nach seiner Heimkehr ordnete er die wirtschaftlichen Familienverhältnisse und kaufte von seinen Geschwistern beide Häuser und Ställe der Mittleren Rhonegga in Ascharina (Erbauskauf). Wo er seine Erfahrungen als Hafner gesammelt hat und woher die Glasur-, Keramik- und Porzellanrezepturen in seinem erhaltenen Familienbuch stammen (aus den Niederlanden?) ist unklar. Da von ihm keine signierte Geschirrkeramik erhalten ist und eine «P L» signierte Kachelserie aus seinem Haus in Ronegg in der Technik des polychromen Unterglasur-Pinseldekors mit Szenen in modisch-städtischer oder adeliger französischer Kleidung der vorrevolutionären Zeit der 1780er-Jahre bemalt ist, ist jede Spekulation, er könne in Heimberg oder Langnau im Kanton Bern das Hafnerhandwerk gelernt haben, gegenstandslos.
Aufgrund eines erhaltenen Vertrages von 1806 steht fest, dass er seinen Söhnen Hans Lötscher (1788–1848) und Andreas Lötscher eine Maiensäss, Land und die Werkstatt sowie das neu aufgebaute obere Haus in Ronegg mit allem Zubehör für die Hafnerei – Werkzeug, Gerät, Brennhaus sowie Rohmaterialien (Lehm, Silber- und Goldglätte, rote Huberde und Kupferasche) – verkaufte. Er behielt sich jedoch die Mitnutzung der Drehscheibe, der kleinen Drehscheibe und des Brennofens vor und vereinbarte, dass sein Sohn Andreas ihm auf Verlangen zweimal im Jahr je einen Brand Geschirr drehen müsse. Daraus können wir wohl schliessen, dass er sich neben der Landwirtschaft vom Unteren Haus auf Ronegg aus nur noch nebenberuflich als Geschirr- oder Kachelmaler betätigte. Letzte Eintragungen im Familienbuch über Ware, die er auf Pump an Kachelträger abgegeben hatte, stammen aus dem Jahr 1815. Nur eine detaillierte stilistische Untersuchung aller erhaltenen Lötscher Kachelöfen könnte klären, ob Peter zusammen mit Andreas die im Rätischen Museum in Chur gelagerten, 1809 und 1811 datierten Kachelöfen für seinen Sohn Hans und sich selbst fertigte oder diese selbständige Produkte von Andreas Lötscher darstellen. Datierte Geschirrkeramiken, die mit einem typischen Unterglasur-Pinseldekor versehen sind, existieren seit 1807, wobei zwischen den Werken von Peter Lötscher und seinem Sohn Andreas Lötscher derzeit nicht unterschieden werden kann. Peter Lötscher starb 1818.

## Andreas Lötscher (1787–1852)
Da beide Söhne bald nach der Hafnereiübernahme heirateten (Hans Lötscher – Maria Egli; Andreas Lötscher – Barbara Hartmann) war es nur folgerichtig, dass Andreas Lötscher (1787–1852) sich 1809/1810 «unten am Bach und am Hauptweg» ein neues Haus mit Werkstatt erbaute, das heutige Posthaus in Ascharina. Sein Bruder Hans blieb auf Ronegg und lebte wirtschaftlich erfolgreich von der Landwirtschaft. Stilistisch und technisch (Unterglasur-Pinseldekor) setzte Andreas Lötscher die Keramiktradition seines Vaters fort, produzierte daneben aber auch Gebrauchsgeschirr ganz im Stil und Dekor der Hafner-Werkstätten des Bregenzerwaldes (mit Malhorn-, Lauf- und Borstenzugdekoren). Von ihm ist heute noch eine kleine Anzahl von Kachelöfen in der Region überliefert. Der älteste stammt von 1822.

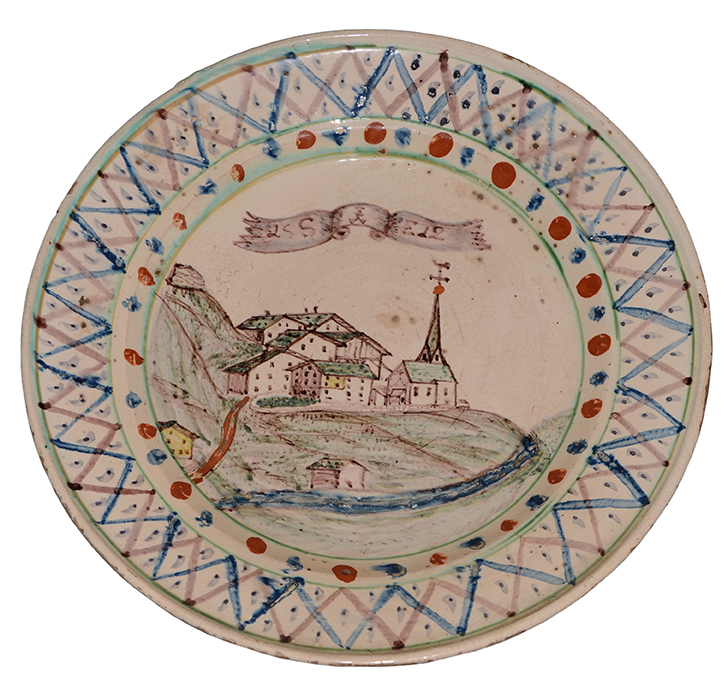
Teller bemalt von Peter oder Andreas Lötscher d. Ä., 1812
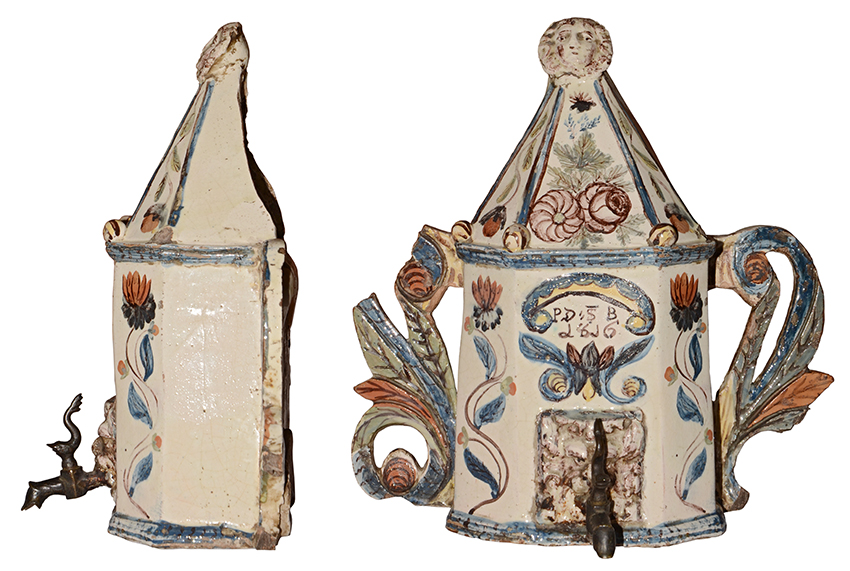
Wandbrunnen bemalt von Peter oder Andreas Lötscher d. Ä., 1816
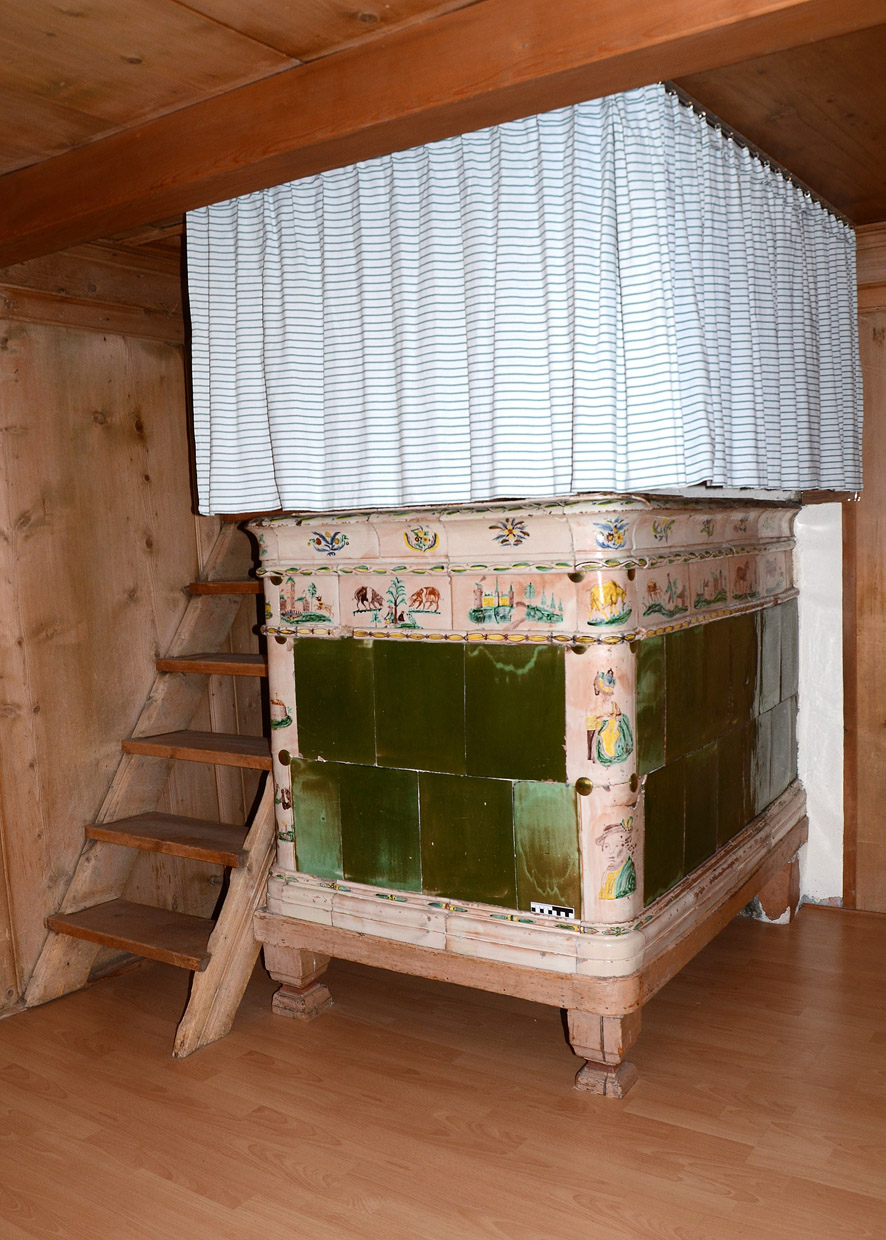
Kachelofen von Andreas Lötscher d. Ä., 1822

## Christian Lötscher (1821–1880)
Spätestens ab 1843 lässt sich belegen, dass Christian Lötscher (1821–1880), verheiratet mit Magdalena Buol, ebenfalls als Hafner in St. Antönien, wohl in der Werkstatt seines Vaters Andreas Lötscher arbeitete. In diesem Jahr signierte er zwei Kachelofenaufsätze mit türkisgrüner Fayenceglasur. Er soll die Zeit seiner Hafnerlehre in Horgen am Zürichsee verbracht und dabei auch den Malhörnchen- und Schablonendekor und kennengelernt haben, mit dem er später sein Gebrauchsgeschirr und seine Kachelöfen verzierte. Ein 1852 entstandenes und von Christian Lötscher signiertes Tonrelief (Medaillon) aus seinem Haus in St. Antönien stellt die Herstellung von Kachelöfen als seinen Haupterwerbszweig in den Mittelpunkt. In den seitlichen Wappenschilden finden sich jedoch auch Kaffeegeschirr und Doppelhenkeltöpfe und unter dem Ofen die spitze Abdrehschiene als typisches Handwerkszeichen eines Hafners. Mit seiner Werkstattübernahme änderte sich erneut die Formen- und Dekorsprache des Geschirrs aus St. Antönien. Ab diesem Zeitpunkt wurden sowohl Geschirre mit weisser Grundengobe und Malhorndekor als auch Gefässe mit schwarz-roter oder schwarz-weisser Grundengobe hergestellt, u. a. Terrinen mit Deckel, Teekannen, Lavabos, Becher, Teller, Schüsseln und grosse Rahmtöpfe mit zwei seitlichen Knopfgriffen. Formensprache und vor allem die Dekore reagierten auf den zunehmenden Import schwarzgrundiger Keramik, die wohl überwiegend aus Berneck im St. Galler Rheintal stammen dürfte. Die Gefässformen, vor allem die Schüsseln, weisen jedoch immer noch das Formengut des Bregenzerwaldes auf. Bekannt war Christian Lötscher auch für seine ungewöhnlich grossen, ritzverzierten Schmalztöpfe, die mit einem Flachdeckel verschlossen werden konnten. Seine Kachelöfen mit türkisgrünen Fayence- und gelben Bleiglasuren sowie Füllkacheln mit grünem Schablonendekor oder teilweise mit Reliefauflagen brachen stilistisch mit der vorhergehenden Produktionslinie seines Vaters- und Grossvaters. Daneben produzierte er mit Gipsmodeln auch Tier- und Soldatenfiguren. Den Kachelofen des Landammanns von Seewis verzierte er 1850 mit einer grossen Kuh. Er führte die Röhrenproduktion in St. Antönien ein und presste mit seiner neuen Röhrenpresse auch Ofenkacheln. Röhren und andere Gegenstände wurden mit einem einzeiligen Stempel markiert, der als Markenzeichen immer drei spiegelverkehrte "N" aufweist.

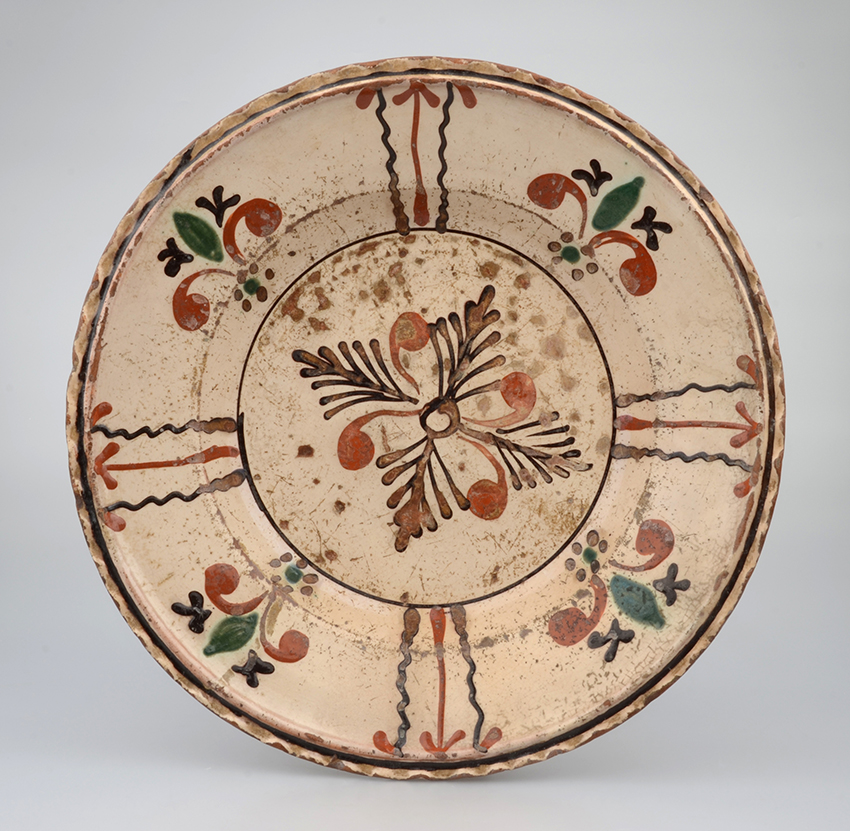
Teller von Christian Lötscher, um 1840–1850
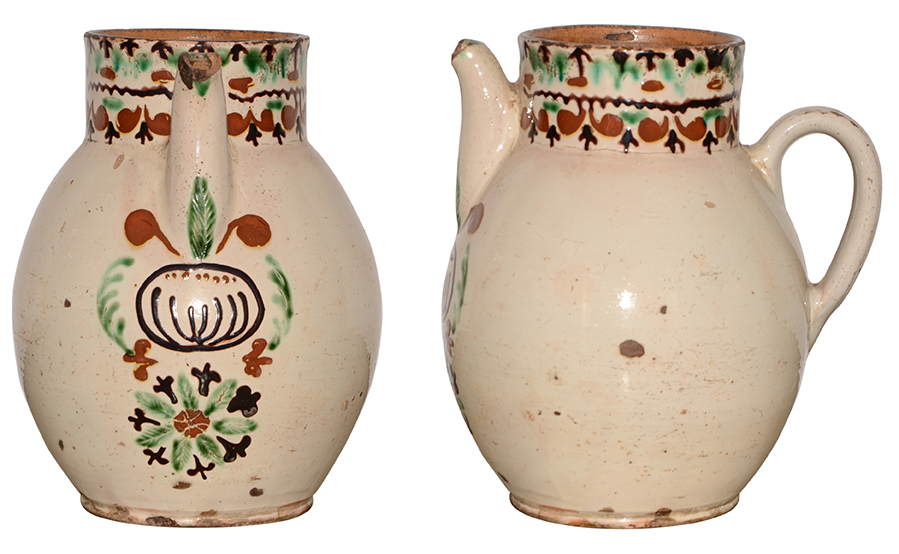
Kaffeekanne von Christian Lötscher, um 1845
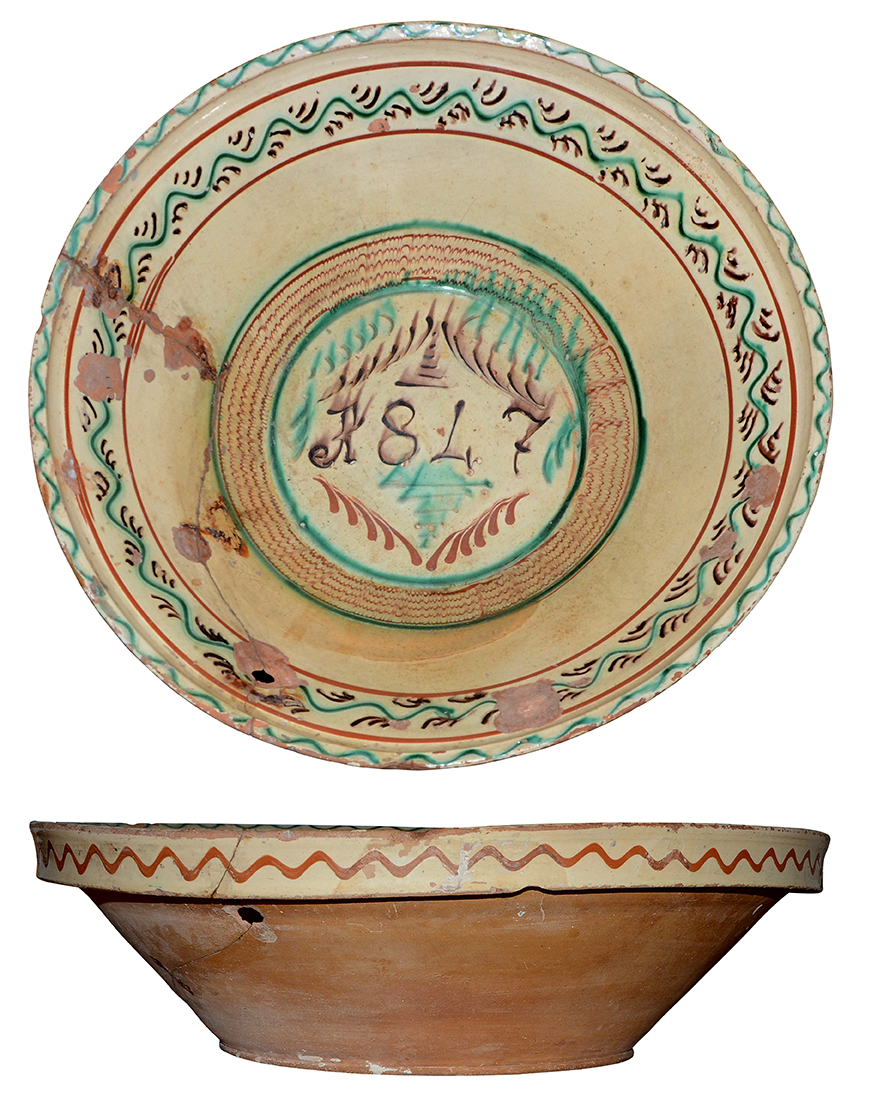
Schüssel von Christian Lötscher, 1847
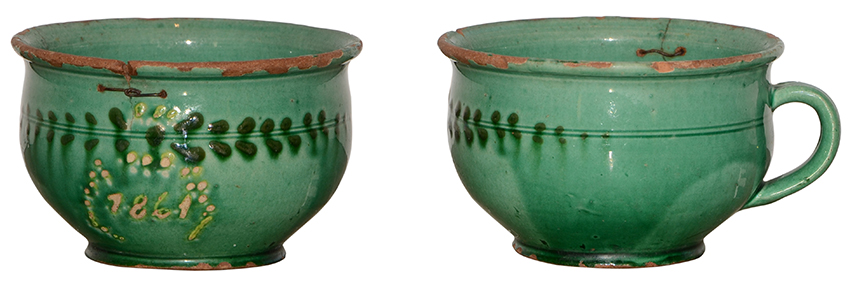
Tasse von Christian Lötscher 1861
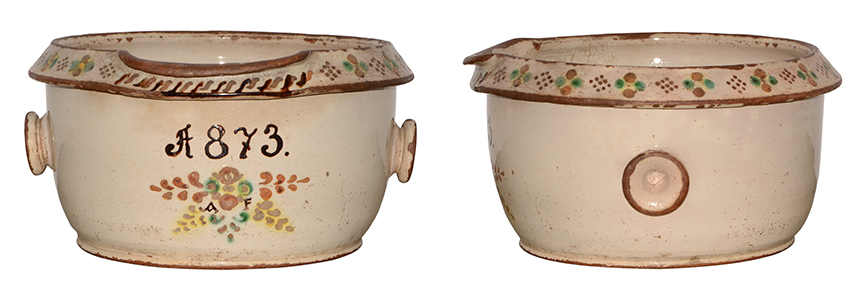
Rahmtopf von Christian Lötscher 1873
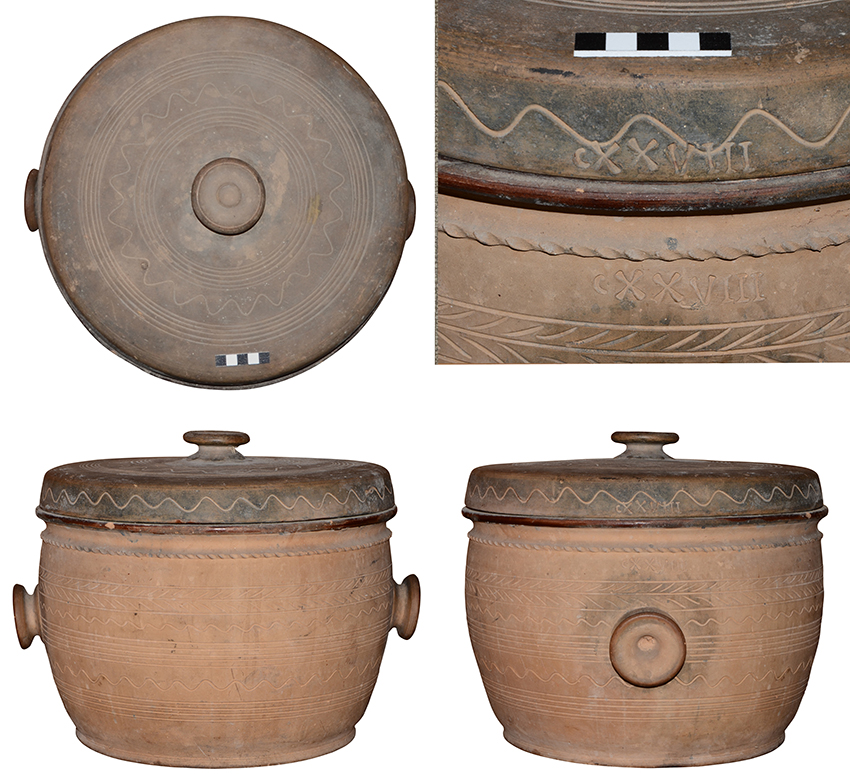
Schmalztopf aus der Werkstatt Lötscher, um 1850
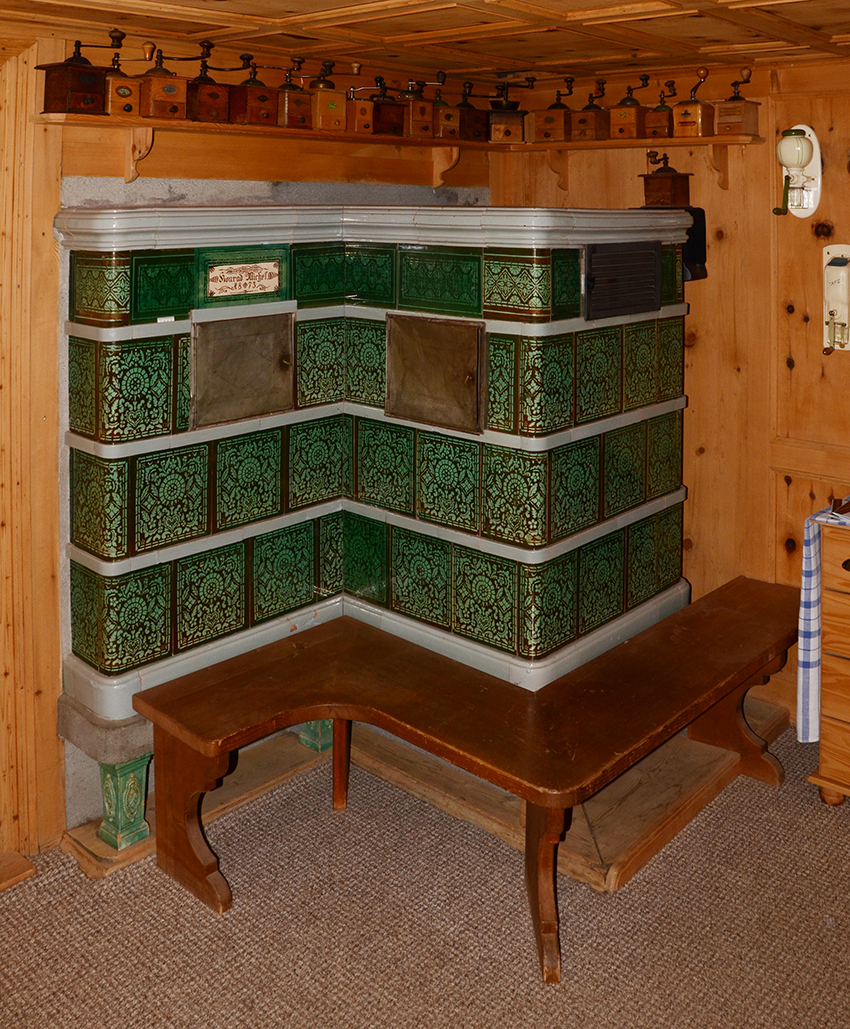
Kachelofen mit typischem Schablonendekor von Christian Lötscher, 1873
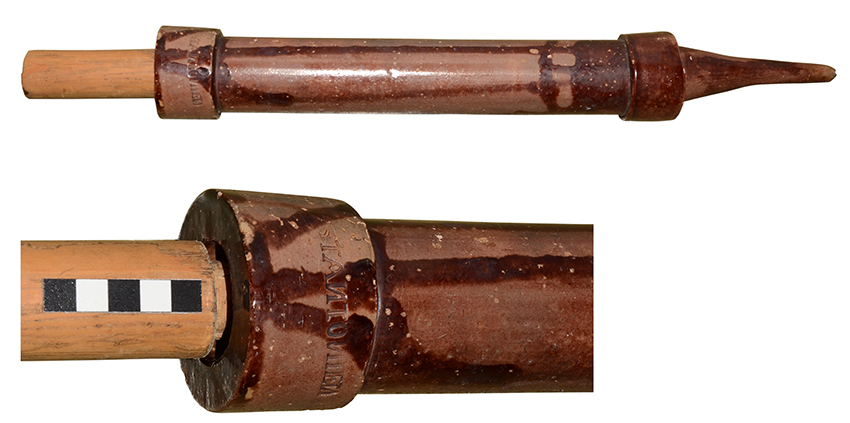
Klistierspritze (für den tierärztlichen Gebrauch?) aus der Werkstatt von Christian Lötscher in St. Antönien.

## Peter Lötscher d.J. (1845–1894)

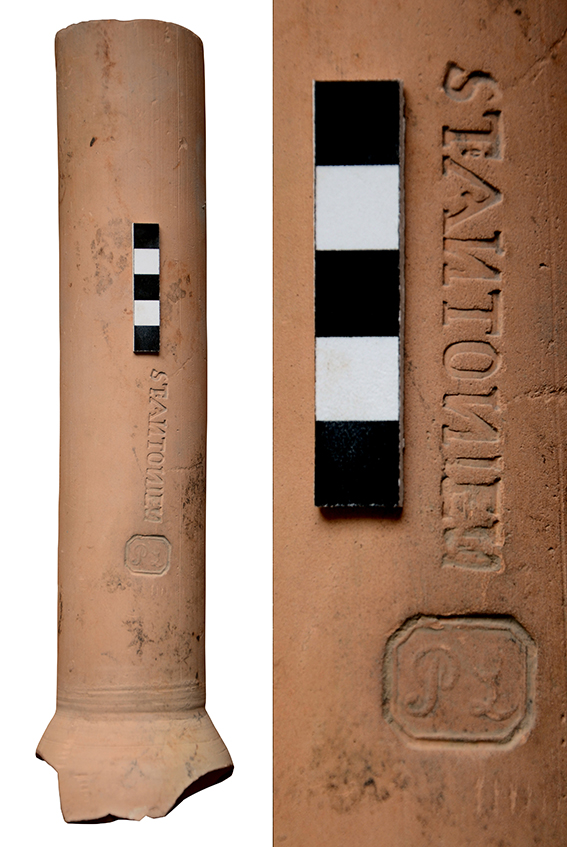
Gepresste Wasserleitungsröhre mit der typischen Stempelmarke von St. Antönien

Zwischen 1867 und 1871 übernahm Peter Lötscher d. J. (geboren 13. März 1845, gestorben 4. Juni 1894) die Werkstatt. Von ihm sind keine signierten Keramiken bekannt, doch gibt es Röhren, die neben dem üblichen Stempel ST.ANTONIEN auch einen Petschaftabdruck „PL“ tragen. Peter Lötscher wanderte mit seiner Familie und seinem Vetter Peter Lötscher, einem Müller, 1871 nach Amerika aus. Mit dem Schiff Hannover erreichten sie von Bremen aus am 1. April 1871 New Orleans. Peter lebte mit seiner Familie bis zu seinem gewaltsamen Tod in Conway, Arkansas, wo er und seine Frau auch begraben sind. Sein Vetter Peter wanderte einige Jahre später weiter nach Dubuque, Iowa, wo er in der Möbel-Firma eines weiteren Verwandten, Christian Lötscher, arbeitete.
Da der jüngere Bruder Andreas Lötscher noch zu klein war, musste Vater Christian Lötscher die Werkstatt erneut übernehmen. Er arbeitete bis mindestens 1879, denn aus diesem Jahr sind zahlreiche datierte Keramiken bekannt.

## Andreas Lötscher d.J. (1857–1933)

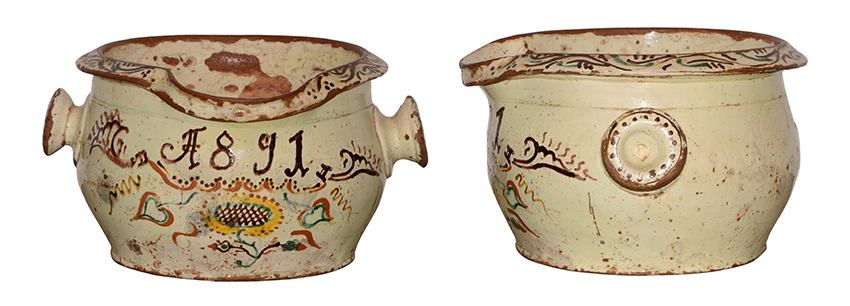
Rahmtopf von Andreas Lötscher dem Jüngeren, dem letzten Hafner von St. Antönien, 1891

Der letzte Töpfer in St. Antönien, Statthalter Andreas Lötscher d. J. (1857–1933) übernahm die Hafnerei nach dem Tod des Vaters im Jahr 1880. Ihm können nur noch sechs 1891 datierte Rahmhäfen mit weisser Grundengobe und zwei Trageknöpfen zugewiesen werden, die ganz in der Tradition seines Vaters stehen. Er produzierte ansonsten vor allem Wasserleitungsröhren und stellte aus wirtschaftlichen Gründen 1898 den Betrieb ein. Ein Hochwasser zerstörte 1910 die Reste der Werkstatt.

## Das Lötscher-Projekt
Im Sommer 2017 startet eine systematische, wissenschaftliche Bearbeitung der Haushaltskeramik und der Kachelöfen dieser für Graubünden so wichtigen Werkstatt: Das Lötscher-Projekt. Im April 2019 zeigt das Rätische Museum in Chur eine Sonderausstellung zum Thema. Aus diesem Anlass erscheint eine zweibändige Monographie zum Thema.
Lötscher-Keramik wird auch im Ortsmuseum St. Antönien präsentiert.